# 五鹿充宗
五鹿充宗（?—?），氏五鹿，名充宗，字君孟，代郡人。他是西汉著名的儒家学者，受学于弘成子，梁丘賀派《易》學及《齊論語》傳人，心辨善辭，汉元帝時貴幸。
汉元帝時中書令石顯掌權，石顯友人五鹿充宗為尚書令。其後五鹿充宗即因石顯之力高昇爲九卿之一的少府。石顯與中書僕射牢梁、少府五鹿充宗結為黨友，諸附倚者皆得寵位。（《漢書·佞幸傳》）元帝建昭元年癸未(公元前38年)朱云与五鹿充宗辩《易》，五鹿充宗善梁氏《易》，朱云曾从白子友受《易》，元帝令诸儒考诸家《易》之异同。五鹿充宗乘贵口辨。诸儒莫敢与抗。皆称疾不会。有荐朱云能说易者。云摄齐升堂。抗辞而请。音动左右。既论。连折充宗。诸儒为之语曰。五鹿岳岳。朱云折其角。由是为博士。(《资治通鉴》系此事于永光元年。)
汉成帝即位后，石显失势，五鹿充宗也因此被贬为玄菟太守，牢梁则被免官。

## 注
1. ↑  《前汉紀》